# U-559
El submarí alemany U-559 va ser un submarí tipus VIIC construït per a la Kriegsmarine de l'Alemanya nazi per al servei durant la Segona Guerra Mundial.
Amb la quilla col·locada l'1 de febrer de 1940 a les drassanes Blohm & Voss d'Hamburg com a "Baunummer 535" ("número de drassana 535"), va ser avarat el 8 de gener de 1941 i assignat el 27 de febrer sota el comandament del Kapitänleutnant Hans Heidtmann.
Va començar la seva carrera de servei amb la 1a Flotilla de submarins, fent entrenament abans de ser declarat operatiu l'1 de juny de 1941. Es va traslladar a la 29a Flotilla de submarins el 15 d'abril de 1942. Va enfonsar cinc vaixells, però potser és recordat millor per un incident durant el seu enfonsament al mar Mediterrani el 1942, en què els mariners britànics li van confiscar material criptogràfic. Aquest material va ser extremadament valuós per trencar el xifrat de la màquina submarina Enigma.

## Disseny
Els submarins alemanys de tipus VIIC van ser precedits pels submarins de tipus VIIB més curts. L'U-557 tenia un desplaçament de 769 tones (757 tones llargues) quan estava a la superfície i de 871 tones (857 tones llargues) mentre estava submergit. Tenia una longitud total de 67,10 m (220 peus 2 polzades), una longitud del casc a pressió de 50,50 m (165 peus 8 polzades), una mànega de 6,20 m (20 peus 4 polzades), una alçada de 9,60 m (31 peus 6 polzades) i un calat de 4,74 m (15 peus 7 polzades). El submarí estava propulsat per dos motors dièsel sobrealimentats de sis cilindres i quatre temps Germaniawerft F46, produint un total de 2.800 a 3.200 cavalls de potència (2.060 a 2.350 kW; 2.760 a 3.160 shp) per al seu ús a la superfície, dos motors elèctrics de doble efecte GG UB 720/8 Brown, Boveri & Cie que produïen un total de 750 cavalls de potència (75500 kW); shp) per utilitzar-lo submergit. Tenia dos eixos i dues hèlixs d'1,23 m (4 peus). El vaixell era capaç d'operar a profunditats de fins a 230 metres (750 peus).
El submarí tenia una velocitat màxima en superfície de 17,7 nusos (32,8 km/h; 20,4 mph) i una velocitat màxima submergida de 7,6 nusos (14,1 km/h; 8,7 mph). Quan estava submergit, el vaixell podia operar durant 80 milles nàutiques (150 km; 92 milles) a 4 nusos (7,4 km/h; 4,6 mph); mentre que a la superfície podia viatjar 8.500 milles nàutiques (15.700 km; 9.800 milles) a 10 nusos (19 km/h; 12 mph).
L'U-559 estava equipat amb cinc tubs de torpedes de 53,3 cm (21 polzades) (quatre muntats a la proa i un a la popa), catorze torpedes, un canó naval SK C/35 de 8,8cm (3,46 polzades), 220 projectils i un canó antiaeri C/30 de 2 cm (0,79 polzades). El vaixell tenia una tripulació de d'entre 44 i 60 oficials i mariners.

## Historial de serveis
L'U-559 estava pensat originalment per servir com a submarins atlàntic durant la batalla de l'Atlàntic contra els combois aliats a les aproximacions occidentals.

### Primera i segona patrulla
La seva primera patrulla el va portar des de Kiel el 4 de juny de 1941, a través del mar del Nord i per la bretxa entre Groenlàndia i Islàndia. Va arribar a St. Nazaire a la França ocupada el 5 de juliol.
La seva segona sortida va tenir èxit quan va torpedejar i enfonsar l'Alva a unes 600 milles nàutiques (1.100 km; 690 milles) a l'oest d'Ushant. Va tornar a la seva base francesa el 22 d'agost de 1941.

### Tercera patrulla
Per a la seva tercera patrulla, a partir del 20 de setembre, va ser assignada al grup 'Goeben', que van ser els primers submarins que van entrar al Mediterrani durant la Segona Guerra Mundial a través de l'estret de Gibraltar, fortament defensat. Va arribar a Salamina a Grècia, després d'haver investigat per primera vegada la frontera líbia/egipcia.

### Quarta patrulla
En la seva quarta patrulla, va torpedinar i enfonsar el balandre australià HMAS Parramatta davant de la costa líbia; tot i que la majoria dels supervivents van ser recollits per altres vaixells, tres homes van aconseguir arribar a terra seca on van ser rescatats per l'avanç de les tropes britàniques.

### Cinquena, sisena i setena patrulla
En la seva cinquena patrulla, que va començar el 8 de desembre de 1941, el vaixell va enfonsar Shuntien el dia 23. El Shuntien portava entre 850 i 1.100 presoners de guerra alemanys i italians. Entre 800 i 1.000 persones van resultar mortes, inclosos almenys 700 presoners de guerra.
La seva sisena i setena patrulla anaven des de Salamina fins a la zona de la costa líbia. No van tenir èxit.

### Vuitena i novena patrulles
Després d'haver-se traslladat a Pula a Croàcia el març de 1942, va sortir el 18 de maig i va danyar el petrolier Brambleleaf el 10 de juny.
La seva novena patrulla, però, no va tenir èxit.

### Llopades
L'U-559 va participar en una llopades, a saber:
- Goeben (20 de setembre - 5 d'octubre de 1941)

## Destí
Va ser la seva pròpia desaparició el que el va fer més famós. Al voltant de les 5:00 del 30 d'octubre de 1942, l'U-559 va ser detectat per un Sunderland de la Royal Air Force, W del 201 en la posició 31° 47′ N, 33° 24′ E / 31.783°N,33.400°E, a 70 milles al nord del delta del Nil. El destructor HMS Hero va ser alertat per ràdio i es va posar al vapor per interceptar-la, mentre que els destructors HMS Petard, Pakenham, Dulverton i Hurworth van navegar des de Port Said, Egipte. Cap a les 12:34 un patruller Wellesley, F del 47è esquadró, va detectar el periscopi de l' U-559 submergit i va atacar-lo amb càrregues de profunditat.
El grup de destructors va caçar l'U-boat durant 16 hores, atacant-lo constantment amb càrregues de profunditat. Després de la foscor, l'U-559, amb el casc de pressió esquerdat, incapaç de mantenir l'ajust a nivell i quatre membres de la seva tripulació morts per les explosions i les inundacions, va ser forçat a sortir a la superfície. Estava a prop del Petard, que immediatament va obrir foc amb el seu canó Oerlikon de 20 mm.
La tripulació alemanya es va precipitar per la borda sense destruir els seus llibres de codis ni la màquina Enigma i, sobretot, no haver pogut obrir tots els conductes d'aigua de mar per enfonsar l'U-boat correctament. Tres mariners de la Royal Navy, el tinent Anthony Fasson, el mariner capaç Colin Grazier i l'assistent de cantina de la NAAFI Tommy Brown, van pujar a bord del submarí abandonat. Hi ha informes diferents sobre com els tres britànics van pujar a l'U-boat. Alguns relats (com el de Kahn) diuen que van "nedar nus" fins a l'U-559, que s'estava enfonsant, però lentament. Sebag-Montefiore afirma que van saltar de Petard o, en el cas de Brown, d'una llanxa. Van recuperar els fulls de configuració de claus Enigma de l'U-boat amb tots els paràmetres actuals de la xarxa Enigma de l'U-boat. Dos tripulants alemanys, rescatats del mar, van veure com es carregava aquest material a la llanxa del Petard, però un guàrdia armat els va dissuadir d'intervenir. Ramader i Fasson estaven dins de l'U-boat, intentant sortir, quan es va enfonsar; ofegant-se tots dos ofegats.

## Conseqüències
Grazier i Fasson van rebre la Creu de Jordi a títol pòstum, Brown va rebre la medalla de Jordi. El va considerar concedir-los la Creu Victòria però no va ser atorgada, per la raó ostensible que la seva valentia no era "enfront de l'enemic". Una altra consideració podria haver estat que una Creu de Victòria hauria cridat l'atenció no desitjada sobre la captura de l'U-boat per part de la intel·ligència alemanya. També es va descobrir que Brown havia mentit sobre la seva edat per allistar-se i només tenia 16 anys, el que el va convertir en un dels més joves que van rebre la medalla de Jordi. Va ser donat d'alta i va tornar a casa a North Shields, només per morir dos anys més tard intentant rescatar la seva germana petita d'un incendi.
El material del llibre de codis que van recuperar va ser immensament valuós per als trencadors de codis de Bletchley Park, que havien estat incapaços de llegir l'Enigma de 4 rotors dels U-boot durant deu mesos des de la seva introducció per la Kriegsmarine alemanya a principis de 1942. El material capturat els va permetre llegir els xifres durant diverses setmanes i trencar l'Enigma submarí fins a la fi de la guerra.
La recuperació va ser un dels diversos esdeveniments d'aquest tipus (per exemple, la captura anterior de l'U-110), que va inspirar el relat fictici de la captura del submarí a la pel·lícula de 2000 U-571.

## Resum de l'historial d'atacs
| Data                   | Nom del vaixell | Nacionalitat             | Tonatge | Destí        |
| ---------------------- | --------------- | ------------------------ | ------- | ------------ |
| 19 d'agost de 1941     | Alva            | Regne Unit               | 1,584   | Enfonsat     |
| 27 de novembre de 1941 | HMAS Parramatta | Armada Reial Australiana | 1,060   | Enfonsat     |
| 23 de desembre de 1941 | Shuntien        | Regne Unit               | 3,059   | Enfonsat     |
| 26 de desembre de 1941 | Warszawa        | Polònia                  | 2,487   | Enfonsat     |
| 10 de juny de 1942     | Athene          | Noruega                  | 4,681   | Enfonsat     |
| 10 de juny de 1942     | Brambleleaf     | Regne Unit               | 5,917   | Pèrdua total |
| 12 d'octubre de 1942   | Bringhi         | Regne Unit               | 200     | Pèrdua total |

## Comandants
- Kptlt. Hans Heidtmann - 27 de febrer de 1941 – 30 d'octubre de 1942